# Сосновое (озеро, Дуванский район)
Сосно́вое (баш. Ҡарағай күл) — карстровое озеро в пределах Дуванского района Республики Башкортостан длиной около 220 м и шириной около 180 м. Без поверхностного стока. Относится к бассейну реки Ай.
Включено в одноимённый озёрно-болотный комплекс, который с 2005 года имеет статус памятника природы Башкортостана.

## Географическое положение
Озеро находится на высоте 291 м над уровнем моря в 2,8 км к юго-западу от села Дуван. В границы природоохранной территории, помимо озера, включены заболоченные леса к югу от него. Общая площадь ООПТ составляла 16 га в 2005 году. Позже она была увеличена до 18 га.

## Геологическое строение и ландшафт
Геологически основание сложено породами кунгурского яруса нижней перми (ангидриты, гипсы, доломиты и другие), характерно широкое развитие карста.
Ландшафт представлен сосново-еловым лесом, заросшим зелёным мхом и сфагнумом, берёзняками с кустарником черники и лугами. Встречаются редкие виды растений, занесённые в Красную книгу Республики Башкортостан: росянка английская и круглолистная, венерин башмачок пятнистый, пушица стройная. В озере обитают караси, на его берегах гнездятся утки.